# 箱梁

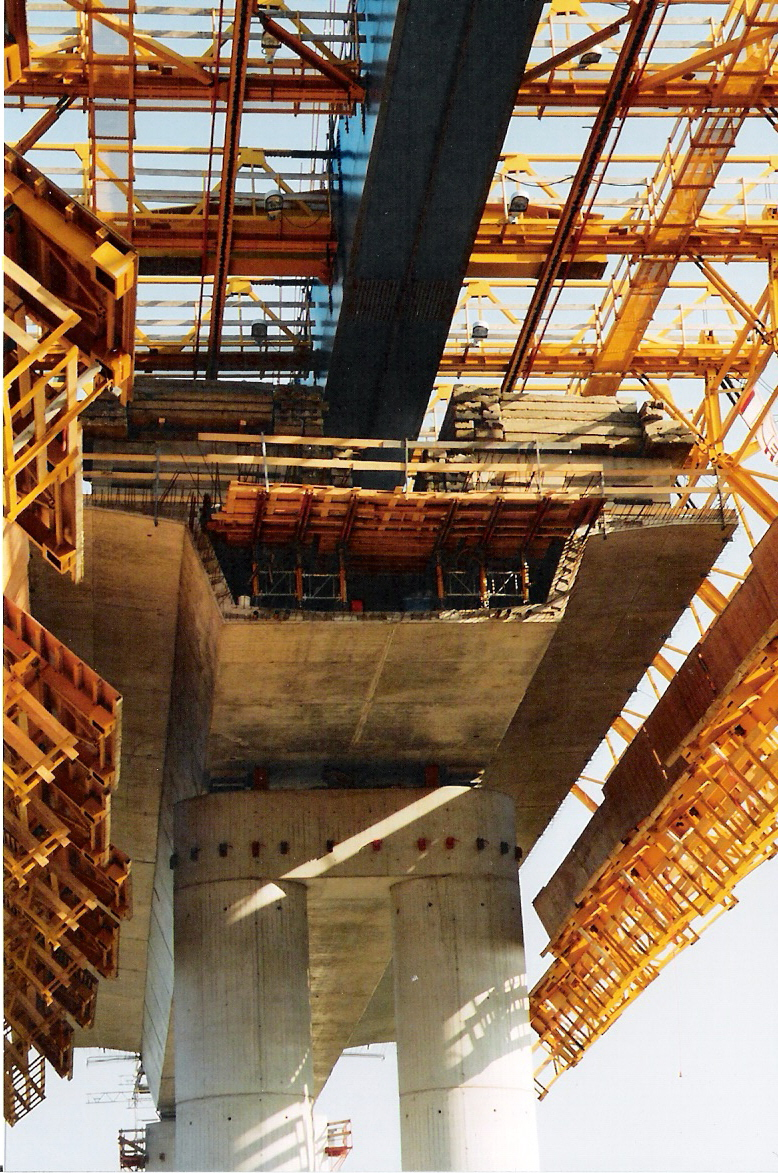
施工中的箱樑

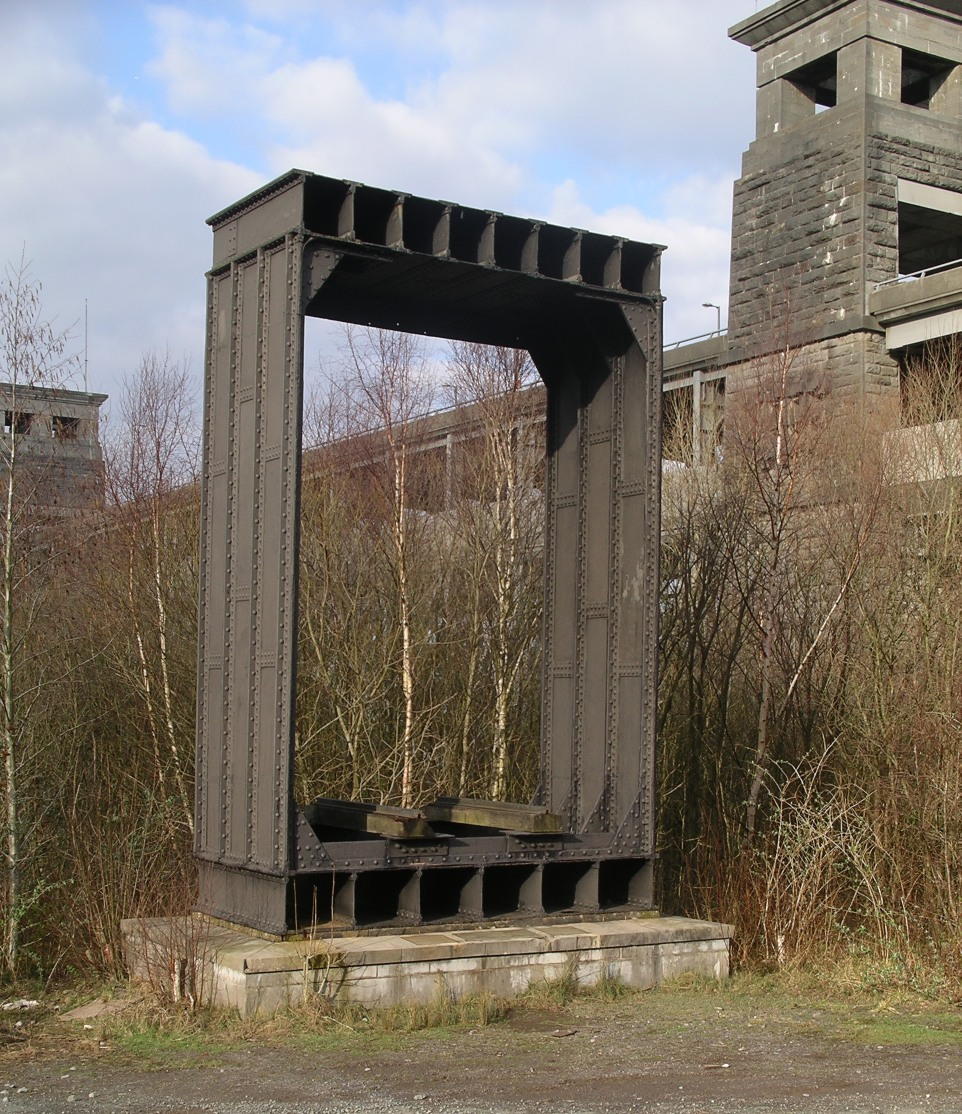
布列塔尼亞橋（Britannia Bridge）的箱樑

箱梁（英語：Box girder），又稱箱型樑，是桥梁工程中的一种建築構件，内部呈空心状，上部两侧有翼缘，形狀似箱子，因此而得名。分有单箱及多箱等種類。